# Jarque (kommun)
Jarque är en kommun i Spanien.   Den ligger i provinsen Provincia de Zaragoza och regionen Aragonien, i den nordöstra delen av landet, 210 km nordost om huvudstaden Madrid. Antalet invånare är 531. Arean är 43 kvadratkilometer.
Terrängen i Jarque är kuperad västerut, men österut är den platt.